# Slowakische Badmintonmeisterschaft 1974
Die Slowakische Badmintonmeisterschaft 1974 war die achte offizielle Auflage der Titelkämpfe im Badminton in der Slowakei. Sie fand vom 1. bis zum 2. März 1974 in Žilina statt.

## Medaillengewinner
| Disziplin    | Gold                           | Silber                      | Bronze                        |
| ------------ | ------------------------------ | --------------------------- | ----------------------------- |
| Herreneinzel | Ján Šandorčin                  | Štefan Vaško                | Štefan Brza                   |
| Dameneinzel  | Milena Kehrová                 | Dagmar Benická              | Alena Sedláková               |
| Herrendoppel | Jaroslav Kozák Jozef Žuffa     | Štefan Brza Antonín Krchňák | Mikuláš Starec Ján Šandorčin  |
| Herrendoppel | Jaroslav Kozák Jozef Žuffa     | Štefan Brza Antonín Krchňák | Ladislav Rusnák Štefan Vaško  |
| Damendoppel  | Milena Kehrová Alena Sedláková | Anna Konečná Dagmar Benická | Jela Salvová Ľuba Procházková |
| Mixed        | Jaroslav Kozák Milena Kehrová  | Jozef Žuffa Alena Sedláková | Marian Vachna Dagmar Benická  |